# Theodor Sohm
Friedrich Justus Theodor Sohm (* 31. März 1843 in Rostock; † 25. November 1924 ebenda) war ein deutscher Richter, zuletzt Präsident des Oberlandesgerichts Rostock.

## Leben
Theodor Sohm war ein Sohn des Juristen, Archivars und Bibliothekars der mecklenburgischen Ritter- und Landschaft Carl Friedrich Erdmann Sohm († 1879) und dessen Frau Auguste, geb. Walter. Der Kirchenrechtler Rudolph Sohm und der Landgerichtsdirektor Albert Sohm (1839–1914) waren seine Brüder. 
Er besuchte die Große Stadtschule (Rostock) bis zum Abitur und studierte Rechtswissenschaften an den Universitäten Rostock, Berlin, Tübingen und ab 1864 wieder Rostock.
Nach seinem Examen war er als Advokat tätig und trat dann in den Staatsdienst des Großherzogtums Mecklenburg-Schwerin. 1876 wurde er Auditor beim Amt Toitenwinkel. Im Zuge der Gerichtsreform als Folge der Reichsjustizgesetze wurde er 1879 Landgerichtsrat am neu geschaffenen Landgericht Schwerin. 1893 wechselte er als Oberlandesgerichtsrat an das für beide mecklenburgische Großherzogtümer zuständige Oberlandesgericht Rostock. Am 1. Januar 1904 wurde er zum Präsidenten am Landgericht Güstrow ernannt. Als Nachfolger von Heinrich Altvater kam er am 1. Oktober 1912 als Präsident zurück an das Oberlandesgericht Rostock. Zum 31. Dezember 1920 trat er in den Ruhestand. Sein Nachfolger als Oberlandesgerichtspräsident wurde Gustav Brückner. 
Seit 1873 war Theodor Strohm verheiratet mit Elisabeth, geb. Sachse (* 1853), einer Tochter des Schweriner Hofmedicus Hans Sachse und Enkelin von Johann David Wilhelm Sachse.
Theodor Sohm war historisch und genealogisch interessiert und veröffentlichte einige familiengeschichtlichen Aufsätze und Stammbäume.

## Auszeichnungen
- Prädikat Exzellenz (1917)[5]
- Hausorden der Wendischen Krone, Großkomtur[6]
- Gedächtnismedaille für Großherzog Friedrich Franz III.
- Gedächtnismedaille für Großherzog Adolf Friedrich V.
- Ehrendoktor der Juristischen Fakultät der Universität Rostock (1919 zum Universitätsjubiläum)[7]